# Президентские выборы в Турции (2014)
Президентские выборы в Турции прошли 10 августа 2014 года. Если бы ни один из кандидатов не набрал достаточного количества голосов в первом туре, второй тур должен был бы пройти 24 августа. Эти выборы стали первыми всенародными выборами президента Турции, так как ранее он избирался парламентом.

## Процедура избирательной кампании
После референдума 2007 года, приведшего к возможности прямых выборов президента, 19 января 2012 года был принят Закон о президентских выборах. Согласно этому закону президента избирают абсолютным большинством действительных голосов. Если ни один кандидат не получит больше половины голосов, то через две недели после первого тура голосования должен состояться второй между двумя кандидатами, получившими наибольшую поддержку в первом туре. Конституционные поправки сократили президентский срок с семи до пяти лет с возможностью одного переизбрания.
С 2011 года законодательство о выборах было изменено и теперь соответствует некоторым выдвинутым ранее рекомендациям ОБСЕ. Теперь оно обеспечивает голосование за рубежом, содержит детальные положения о финансировании избирательной кампании и разрешает агитацию не только на турецком, но и на других языках. Но часть рекомендаций ОБСЕ осталась невыполненной, например, устранение ограничений для голосования военнослужащих и некоторых категорий заключённых, невозможность обжаловать решения Верховного совета по выборам и отсутствие правовых норм, регулирующих международное и гражданское наблюдение за выборами.
Грядущие выборы будут проводиться четырёхуровневой системой избирательных органов: Верховный совет по выборам (англ. Supreme Board of Elections, SBE), Провинциальные избирательные советы, Окружные избирательные советы и Комиссии для голосования (англ. Ballot Box Committees, ВВС). Все избирательные органы, кроме ВВС, частично формируются из судей, которые поэтому осуществляют надзор за избирательным процессом.
SBE — это постоянный орган, отвечающий за проведение выборов. SBE состоит из 7 членов и 4 заместителей, назначаемых судами из своего состава. Провинциальные избирательные советы создаются в каждой провинции и состоят из трёх членов и заместителей, назначенных из числа судей провинции. Окружные избирательные советы состоят из семи работников и формируются по смешанной системе. Окружной совет возглавляет старший судья округа, четыре члена номинируются политическими партиями и двое — местные гражданские служащие. Мандат работников Провинциальных и Окружных избирательных советов длится 2 года. ВВС формируются для каждых выборов и состоят из семи членов, причём пять из них назначаются политическими партиями, а один от соответствующего местного совета. Политические партии могут направлять своих представителей в Верховный совет по выборам, которые могут участвовать во всей деятельности совета, но не имеют права голоса.
Все граждане, достигшие восемнадцати лет, имеют право голоса. Но ограничения существуют для военнослужащих, людей, обучающихся в военных учебных заведениях, и заключённых. Поправки, принятые в 2012 году, впервые будут способствовать голосованию за рубежом. В избирательные списки будут внесены граждане, зарегистрированные в посольствах и консульствах страны нахождения. В целом ожидается, что около ста избирательных участков будут созданы в более чем 50 странах мира. Голосование на них пройдёт с 31 июля до 3 августа.
Кандидат, желающий участвовать в выборах, должен быть не моложе сорока лет и иметь высшее образование, а также соответствовать критериям для участия в выборах депутатов парламента. Кандидатам необходимо заручиться поддержкой по меньшей мере двадцати депутатов парламента, причём каждый депутат может поддержать только одного кандидата. Политические партии, набравшие более 10 % голосов на предыдущих парламентских выборах, могут выдвинуть своего кандидата. Закон обязывает кандидатов в президенты подать в отставку с некоторых государственных должностей, но список должностей, которые необходимо оставить для участия в президентских выборах, не включает в себя премьер-министра.

## Выдвижение кандидатов и предвыборная кампания
4 октября 2013 года премьер-министр Реджеп Тайип Эрдоган в интервью каналу ATV заявил, что не исключает возможности принять участие в выборах президента. Отвечая на вопрос о том, будет ли он баллотироваться на президентских выборах, он заявил, что пока не принял решение по этому вопросу, сказав, что «в данный момент ничего не определено. Я приму решение после проведения консультаций с моими друзьями в партии. Я исполню любую роль, которую моя партия предназначит для меня».
Вице-премьер-министр Турции Бекир Боздаг сказал, что президентские выборы назначены на август 2014 года, отметив, что в 2014 году также пройдут выборы в местные органы самоуправления, а в 2015 году — всеобщие парламентские выборы. Пресс-секретарь президента Турции Абдуллы Гюля сообщил, что Гюль может выдвинуть свою кандидатуру. Ранее, парламент внёс поправки в конституцию, продлив президентский срок с пяти до семи лет и предоставив право баллотироваться на второй срок. Однако в правящей Партии справедливости и развития дали понять, что кандидатом от ПСР на пост президента станет премьер-министр Эрдоган. Эксперты склоняются к тому, что президент сядет в кресло премьера, а премьер-министр станет президентом.
Позже Эрдоган назвал день голосования — 10 августа, отметив, что, возможно, будет баллотироваться в президенты, но только после дальнейшего внесения поправок в Конституцию с целью придать формальной должности президента более исполнительный характер. Позже был фактически завершён процесс подготовки новой конституции. Референдум по её принятию намечен на 2014 год, после чего Турция из парламентской республики превратится в президентскую, что ответит интересам Эрдогана, лично курирующего обсуждение проекта. Обсуждение велось специальной комиссией, куда вошли 12 депутатов — по три от каждой парламентской фракции. Власти настаивают на том, что референдум по принятию нового основного закона должен состояться до этих выборов, и из-за этого членам комиссии не удалось согласовать наиболее спорные статьи.
15 апреля 2014 года Высшая избирательная комиссия Турции опубликовала официальное решение о назначении проведения выборов 12-го президента Турецкой Республики, на 10 августа. Второй тур при необходимости состоится 24 августа. 28 августа заканчивается срок полномочий действующего президента Абдуллы Гюля, избранного парламентом в 2007 году. Срок полномочий нового президента составит пять лет. Соответствующие поправки в конституцию были приняты 22 октября 2007 года на референдуме — за введение прямого голосования и уменьшение срока президентства высказалось 69 % населения.
18 апреля президент Турции Абдулла Гюль заявил, что не планирует оставаться в политике после выборов:
В текущих условиях у меня таких намерений нет. Сегодня я, будучи президентом, ограничен в том, чтобы свободно высказываться по некоторым темам.
Такое заявление расценивается как знак того, что он не станет повторно баллотироваться в президенты и не будет выставлять свою кандидатуру на пост премьер-министра. Нынешний премьер-министр Тайип Эрдоган занимает этот пост максимальные три срока, поэтому в 2015 году его должен будет занять другой человек. Как отмечают местные эксперты, у Эрдогана есть шансы стать новым президентом Турции, набрав 51 % голосов.
25 июня вице-премьер-министр Турции Бюлент Арынч сказал, что «все мы прекрасно понимаем, кто станет нашим кандидатом в президенты. Несмотря ни на какие препятствия, 1 июля, вероятнее всего, будет объявлено о выдвижении премьер-министра».
29 июня президент Турции Абдулла Гюль сообщил, что «28 августа заканчивается срок моих полномочий. Я не буду выдвигать свою кандидатуру. Мы этот вопрос обсудили с премьер-министром Тайипом Эрдоганом ещё до муниципальных выборов 30 марта». На вопрос о возможности выдвижения на пост премьер-министра, Гюль ответил, что не готов в настоящее время обсуждать это. Между тем, в правящей Партии справедливости и развития официально не объявили имя своего кандидата, но ранее Тайип Эрдоган заявил, что 1 июля лично обнародует решение партии.
В то же время оппозиционные Республиканская народная партия и Партия национального действия договорились о едином кандидате, которым стал бывший генеральный секретарь Организации исламского сотрудничества Экмеледдин Ихсаноглу, поддержанный Партией Великого объединения, Демократической партией, Партией верного пути, Демократической левой партией, Партией счастья. Однако кандидатура Ихсаноглу вызвала раскол в рядах светской оппозиции, так как многим не понравилось, что их интересы будет представлять консерватор и выпускник религиозного Университета аль-Азхар. В итоге на встрече в Анкаре коалиционную декларацию об официальной поддержке Ихсаноглу подписали только представители Республиканской народной партии, Партии национального действия, Демократической партии, Демократической левой партии и Независимой партии.
Кандидатом от прокурдской Партии мира и демократии стал её сопредседатель Селяхаттин Демирташ. Оба кандидата на то время ещё не были официально зарегистрированы.
1 июля заместитель председателя Партии справедливости и развития Мехмет Али Шахин во время выступления в конгресс-центре в Анкаре объявил о официальном выдвижении в кандидаты в президенты премьер-министра и председателя партии Тайипа Эрдогана. В его поддержку должны были высказаться как минимум 20 депутатов партии, но Эрдоган получил поддержку всех членов парламента от ПСР. Позже Эрдоган проведет встречу со спикером парламента Джемилем Чичеком, которому передаст официальное заявление о регистрации на выборах. Оппозиция полагает, что Эрдоган в случае победы сможет управлять послушным премьер-министром, на пост которого прочат Экмеледдина Ихсаноглу. После этого, выступая в Торгово-промышленной палате в Анкаре, Эрдоган заявил:
Если народ Турции выберет меня президентом, я продолжу борьбу с «параллельным государством». С этим грязным образованием мы покончим быстро и в правовом поле, снисхождения не будет. Также я не позволю застопориться процессу урегулированию курдского вопроса. Я буду президентом всей Турции, каждого гражданина, неважно, отдаст он мне свой голос или нет. Десятого августа не только будет избран президент. В этот день начнётся новый период в истории Турции.
По последним опросам Эрдоган может выиграть в первом туре с 56 % голосов.
Заявки от кандидатов в президенты ЦИК принимал до 18.00 по московскому времени 3 июля. 5 июля Эрдоган начал свою избирательную кампанию выступлением перед тысячами сторонников в черноморском порту Самсун. Одновременно вице-премьер Турции Эмруллах Ишлер заявил, что президентом должен быть человек с политическим прошлым, а сам Эрдоган сказал, что «оппозиция желает иметь президента, который будет представлять правительство, а не народ», который по его мнению будет стоять «выше» требований, желаний и выбора людей, и «сегодня только люди, стремящиеся к перевороту в стране, хотят иметь президента, который бы не принимал активного участия в политике страны». В ответ на эти заявления кандидат в президенты Экмеледдин Ихсаноглу сказал, что Турция является парламентской страной, и поэтому лучше, если будущий президент будет без политического прошлого, как это происходит во всех странах с парламентской системой управления.
11 июля Высшая избирательная комиссия Турции официально зарегистрировала трех кандидатов на пост президента, список которых был опубликован в правительственном вестнике «Resmi Gazete».
Во время предвыборной кампании Эрдоган говорил, что в случае избрания президентом не будет ничего менять в своей политике и «никаких изменений в том, как Турция движется, как она меняется, каким курсом она идёт, не будет». Наравне с этим Эрдоган, чья стратегия сильно зависела от Запада, напирал на антиамериканизм. В частности, он неоднократно заявлял, что перестал общаться по телефону с президентом США Бараком Обамой — «в прошлом я звонил Обаме напрямую. Теперь между собой общаются наши министры иностранных дел, так как я не получаю ожидаемых результатов по Сирии», критиковал США за поддержку Израиля в проведении операции «Нерушимая скала», называя это «государственным терроризмом» и «геноцидом», и говоря, что «те, кто осуждает преступления Гитлера, превзошли его в варварстве».

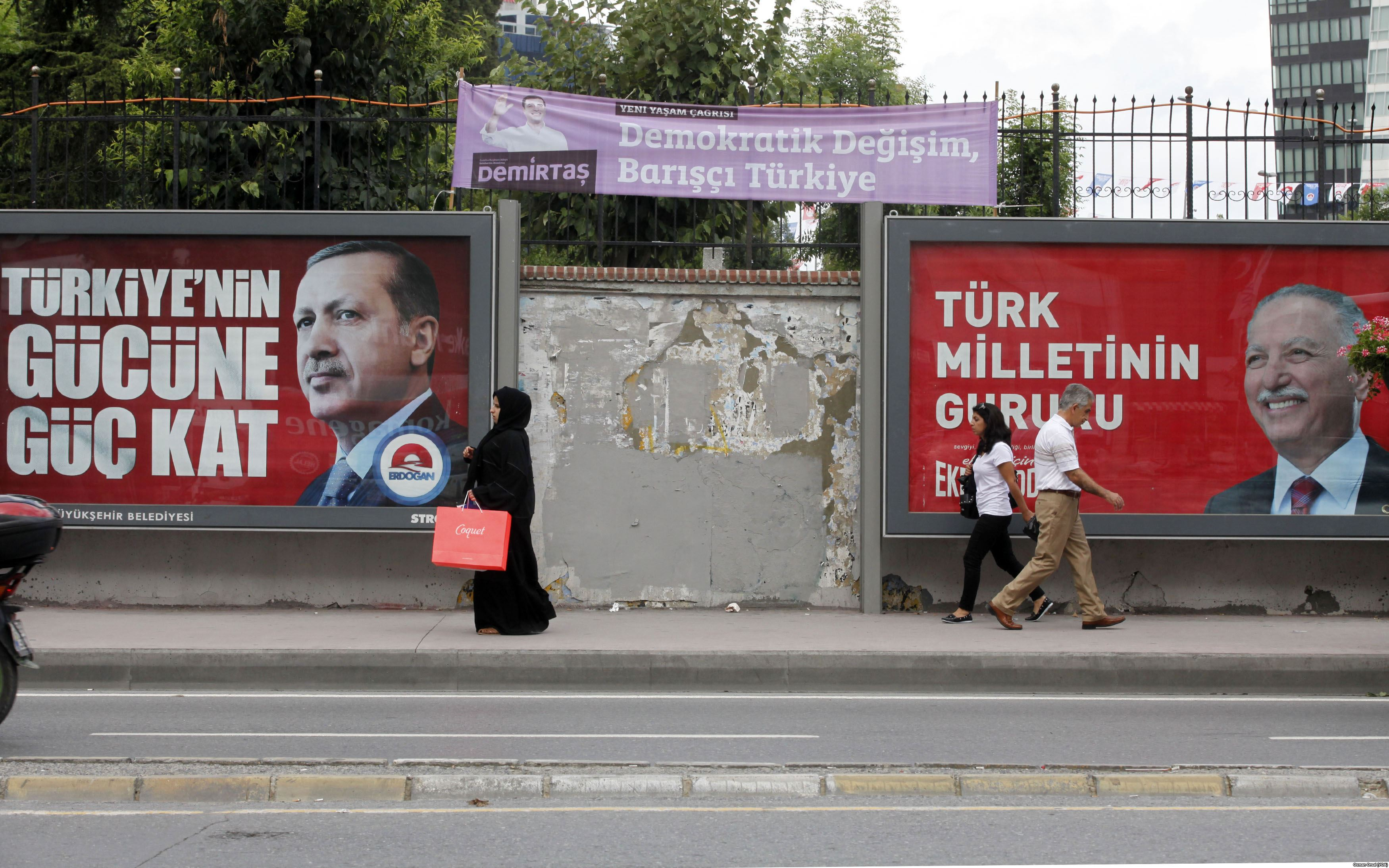
Предвыборная агитация на улицах Турции

7 августа Эрдоган, выступая перед тысячами сторонников, назвал журналистку британского журнала «Economist» и местной газеты «Taraf» Амберин Заман «бесстыдной женщиной» и «боевиком в обличье журналиста» за её комментарии относительно избирателей в мусульманских обществах. Пресс-секретарь ОБСЕ Дунья Мьятович в этой связи заявила, что «встревожена последним примером запугивания журналистов в Турции».
Согласно решению Высшей избирательной комиссии, в 24:00 8 августа (01:00 мск 9 августа) в Турции вступил в силу запрет на любую предвыборную агитацию. Однако 9 августа на последнем перед выборами митинге в городе Конья Эрдоган, опирающийся на антизападную риторику и рассчитывающий победить в первом туре, пообещал поднять уровень турецкой демократии, способствовать укреплению экономики, сделать страну мировым лидером и глобальной державой, так как «для этой нации не существует недосягаемых целей и слишком дерзких мечтаний». В то же время Демирташ в Измире призвал к миру: «Мы не можем создать союз, обвиняя друг друга. Пусть все цвета воссияют завтра на избирательных участках, представляя наши угнетенные судьбы и личности». Ихсаноглу провёл свой митинг в Балыкесире.

### Финансирование
1 августа было объявлено, что кампании трех кандидатов получили следующую сумму пожертвований:
| Кандидат             | Число жертвователей | Сумма в турецких лирах |
| -------------------- | ------------------- | ---------------------- |
| Реджеп Тайип Эрдоган | 90 382              | 24 337 697             |
| Экмеледдин Ихсаноглу | 2172                | 2 130 922              |
| Селяхаттин Демирташ  | 3689                | 753 133                |

### Партии, выдвинувшие кандидатов
| Название на турецком                         | Партия                                           | Кандидат             |
| -------------------------------------------- | ------------------------------------------------ | -------------------- |
| Adalet ve Kalkınma Partisi                   | Партия справедливости и развития                 | Реджеп Тайип Эрдоган |
| Anavatan Partisi                             | Партия Отечества                                 | Реджеп Тайип Эрдоган |
| Cumhuriyet Halk Partisi                      | Республиканская народная партия                  | Экмеледдин Ихсаноглу |
| Milliyetçi Hareket Partisi                   | Партия национального действия                    | Экмеледдин Ихсаноглу |
| Demokrat Parti                               | Демократической партией                          | Экмеледдин Ихсаноглу |
| Demokratik Sol Parti                         | Демократическая левая партия                     | Экмеледдин Ихсаноглу |
| Bağımsız Türkiye Partisi                     | Независимая партия Турции                        | Экмеледдин Ихсаноглу |
| Liberal Demokrat Parti                       | Либеральная демократическая партия               | Экмеледдин Ихсаноглу |
| Büyük Birlik Partisi                         | Партия Великого объединения                      | Экмеледдин Ихсаноглу |
| DEV-Parti                                    | Революционная народная партия                    | Экмеледдин Ихсаноглу |
| TSIP                                         | Социалистическая рабочая партия Турции           | Экмеледдин Ихсаноглу |
| Doğru Yol Partisi                            | Партия Верного пути                              | Экмеледдин Ихсаноглу |
| HAP                                          | Партия прав и справедливости                     | Экмеледдин Ихсаноглу |
| KP                                           | Женская партия                                   | Экмеледдин Ихсаноглу |
| Toplumsal Uzlaşma Reform ve Kalkınma Partisi | Партия реформы социального примирения и развития | Экмеледдин Ихсаноглу |
| BAK                                          | Движение развития Великой Анатолии               | Экмеледдин Ихсаноглу |
| Halkların Demokratik Partisi                 | Народно-демократическая партия                   | Селяхаттин Демирташ  |
| Emek Partisi                                 | Рабочая партия                                   | Селяхаттин Демирташ  |
| Ezilenlerin Sosyalist Partisi                | Социалистическая партия угнетенных               | Селяхаттин Демирташ  |
| Emekçi Hareket Partisi                       | Партия рабочего движения                         | Селяхаттин Демирташ  |
| Devrimci Sosyalist İşçi Partisi              | Революционная социалистическая рабочая партия    | Селяхаттин Демирташ  |
| Sosyalist Demokrasi Partisi                  | Социалистическая демократическая партия          | Селяхаттин Демирташ  |
| Yeşiller ve Sol Gelecek Partisi              | Зелёные и Левая партия за будущее                | Селяхаттин Демирташ  |
| Sosyalist Yeniden Kuruluş Partisi            | Социалистическая партия переоснования            | Селяхаттин Демирташ  |
| Marksist-Leninist Komünist Partisi           | Марксистско-ленинистская коммунистическая партия | Селяхаттин Демирташ  |
| Türkiye Komünist Partisi                     | Коммунистическая партия Турции                   | —                    |
| Saadet Partisi                               | Партия счастья                                   | —                    |
| Hak ve Eşitlik Partisi                       | Партия права и равенства                         | —                    |
| Özgürlük ve Dayanışma Partisi                | Партия свободы и солидарности                    | —                    |
| Yurt Partisi                                 | Партия Родины                                    | —                    |
| Hak ve Özgürlükler Partisi                   | Партия прав и свобод                             | —                    |
| Millet Partisi                               | Национальная партия                              | —                    |
| Hür Dava Partisi                             | Партия бесплатного дела                          | —                    |
| İşçi Partisi                                 | Рабочая партия                                   | —                    |

## Голосование

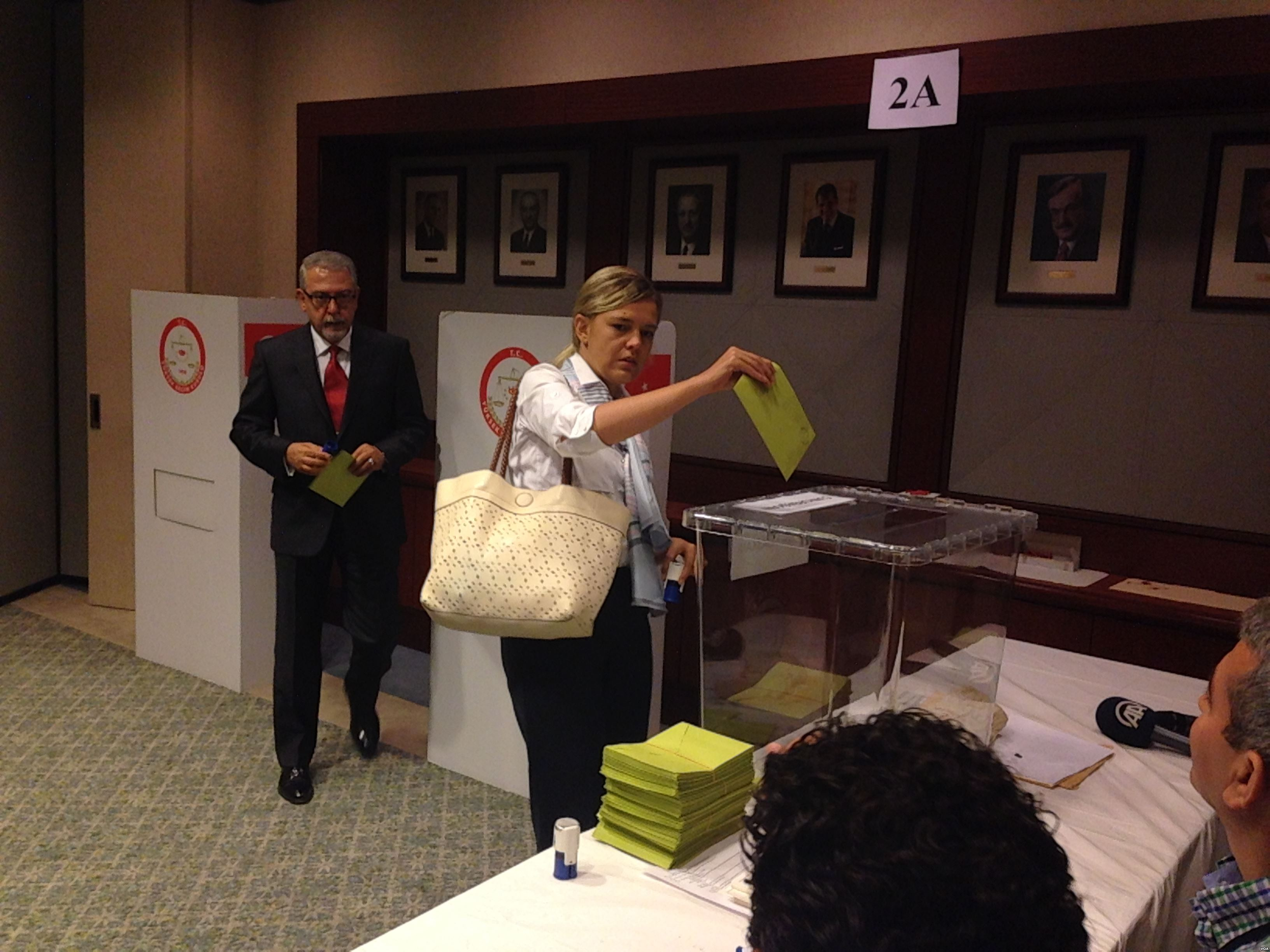
Голосование в Вашингтоне, США, 31 июля 2014 года

Избирательные участки в Турции открылись в 8 часов утра. В целом по стране работают 165 тысяч избирательных участков. Правом голоса в стране обладают 52,9 миллиона человек. На избирательном участке в Анкаре председатель парламента Турции Джемиль Чичек сказал, что «кто бы ни был избран сегодня, предлагаю всем нам принять избранного президента и завтра сказать ему „господин президент“, не начиная никаких споров и возражений. К сожалению, есть у нас такая привычка — после выборов начинать дискуссии. Давайте будем уважать демократические ценности».
Проживающие за рубежом 2,7 млн граждан Турции голосовали с 31 июля по 4 августа в 53 странах. Однако явка составила лишь 10 %.
Экмеледдин Ихсаноглу проголосовал первым из кандидатов в Стамбуле, отметив, что «предвыборная кампания прошла в неравных условиях, но я уверен в здравомыслии народа. Главное, чтобы выборы прошли честно. Я уже слышал от соратников, что на некоторых участках были зафиксированы некоторые нарушения — например, избиратели фотографировали бюллетени. Мы обязательно будем разбираться с каждым случаем». Селяхаттин Демирташ отдал голос в Диярбакыре, выразив уверенность, что «каким бы ни был выбор народа, уверен, что борьба за свободу и демократию не закончится. Все только начинается». Реджеп Тайип Эрдоган проголосовал на избирательном участке в Стамбуле, куда пришёл с женой и детьми, сказав, что «впервые наш народ выбирает президента — это очень важный шаг. Уверен, что турецкий народ принял правильное решение, и с этим решением мы будем двигаться в будущее. Надеюсь, что явка сегодня будет высокая».
Голосование продлилось до 17 часов вечера (18.00 по Москве), после чего Высшая избирательная комиссия Турции начала подсчет голосов. Однако из-за пробок на дорогах многие избиратели, возвращавшиеся с отдыха, не успели проголосовать.

## Результат
Для победы один из кандидатов должен был набрать абсолютное большинство голосов, то есть 50 % плюс один голос. По итогам подсчета 43 % бюллетеней за Эрдогана проголосовали 56 %, Ихсаноглу — 35 %. Подсчет голосов продолжился. По некоторым данным, в 19:50 по Москве после подсчета 60 % бюллетеней Эрдоган набрал 54,1 % (13,1 млн), Ихсаноглу — 37 % (8,9 млн), Демирташ — 8,9 % (2,1 млн). Позже министр юстиции Турции на своей официальной странице в Твиттере сообщил, что Эрдоган победил на выборах. После этого, председатель Высшей избирательной комиссии Сади Гювен сообщил, что по итогам подсчета 98 % бюллетеней Реджеп Тайип Эрдоган победил в первом туре, набрав 52 % голосов избирателей (20,7 млн), Ихсаноглу — 38,5 % (15,4 млн), Демирташ — 9,8 % (3,9 млн). Явка на выборах составила 73,1 %. Окончательные итоги голосования будут обнародованы вечером 11 августа. Гювен добавил, что «принято решение не печатать бюллетени для второго тура, который должен был состояться 24 августа». Официальный представитель Партии справедливости и развития Хюсейин Челик сказал, что «такая победа не бывает случайной. Наш народ дал разрешение на президентство. Сейчас уровень его поддержки превышает 52 %, но окончательные данные Эрдоган лично объявит позднее в Анкаре». Сам Эрдоган перед вылетом из Стамбула в Анкару заявил, что «нация приняла решение и выразила свою волю на голосовании». Ихсаноглу, выступая в Стамбуле перед сторонниками, сказал, что «еще месяц назад мало кто меня знал, а сегодня почти 40 % избирателей отдали мне свой голос. Эта цифра очень важна и показательна. Я поздравляю Тайипа Эрдогана с победой и желаю ему успехов на этом пути».
Обращаясь в Анкаре с балкона штаб-квартиры Партии справедливости и развития, Эрдоган сказал, что в Турции началась новая эра, и что он хочет расширить полномочия президента:
Я благодарю нацию за то, что она назначила меня 12-м президентом Турецкой Республики. Я стану президентом не только для тех, кто проголосовал за меня, я буду президентом 77 миллионов. Сегодня вновь восторжествовала воля народа, сегодня вновь победила демократия. Те, кто не голосовал за меня, добились того же, что мои сторонники. Те, кому я не нравлюсь, одержали такую же победу, как и те, кому я по душе. Я хочу построить новое будущее, исходя из принципа общественного примирения, рассматривая наши различия как наше достояние и фокусируясь не на наших разногласиях, а на общих ценностях.
11 августа Высшая избирательная комиссия Турции обнародовала официальные предварительные итоги выборов, по которым в результате подсчета 100 % бюллетеней Эрдоган получил 51,79 %, Ихсаноглу — 38,44 %, Демирташ — 9,76 % голосов населения. Для участия в выборах зарегистрировались около 55,69 млн человек, но проголосовали 41,28 млн человек, и таким образом явка составила 74,12 %, что, по мнению официального представителя ПСР Хюсейна Челика, по европейским нормам является показателем выше среднего.
| Кандидат | Голоса     | %     |
| --- | ---------- | ----- |
| Реджеп Тайип Эрдоган                                                                                        | 21 025 853 | 51,79 |
| Экмеледдин Ихсаноглу                                                                                        | 15 587 132 | 38,44 |
| Селяхаттин Демирташ                                                                                         | 3 958 510  | 9,76  |
| Недействительные/пустые бланки                                                                              | 737 871    | -     |
| Всего | 40 583 773 | 100   |
| Зарегистрированные избиратели/явка                                                                          | 52 854 841 | 76,78 |
| Источник: YSK Архивная копия от 18 августа 2014 на Wayback Machine (официальные предварительные результаты) |            |       |

## Реакция
- ОБСЕ:

11 августа глава делегации Ограниченной миссии ОБСЕ по наблюдению за выборами посол Герт-Хинрик Аренс на пресс-конференции в Анкаре заметил, что, несмотря на некоторые недочеты, выборы в целом прошли демократично и успешно:
Весь месяц мы пристально наблюдали за предвыборной кампанией и за самими выборами. Встречались с кандидатами, журналистами, общественными деятелями. В предварительном заключении из позитивных факторов отмечу свободную кампанию кандидатов, использование, кроме турецкого, иностранных языков, возможность голосовать для граждан страны, находящихся за рубежом, и в целом проведение свободных, успешных и демократичных кампаний кандидатами. Отмечу превышение должностных полномочий, использование административного ресурса на выборах в пользу одного из кандидатов, пристрастность СМИ и преимущество Тайипа Эрдогана в объёме владения эфирным временем на телевидении.
- Турция:

11 августа на приеме в своей резиденции в Анкаре президент Турции Абдулла Гюль заявил, что
Как только закончится срок моего пребывания на посту президента — 28 августа — я, безусловно, вернусь в свою партию. Это совершенно естественное решение для меня. Верю, что Турция будет продолжать движение вперёд и будет сильной во всех областях и дальше. С плюсами и минусами прошло семь лет, за которые много чего произошло. Но я не собираюсь оборачиваться к прошлому, буду смотреть в будущее, и буду терпеливо решать все проблемы, которые встанут перед страной.
- США:

12 августа президент США Барак Обама позвонил Эрдогану и поздравил его с избранием, отметив, «что как первый избранный прямым голосованием президент, премьер-министр имеет историческую возможность вести Турцию вперед». Они обсудили сотрудничество против террористической угрозы в Сирии и Ираке, а также прекращение огня в Секторе Газа.
- Германия:

Официальный представитель правительства ФРГ Штеффен Зайберт сообщил, что канцлер ФРГ Ангела Меркель направила Эрдогану поздравление с победой на выборах президента с пожеланием «успеха и сил», отметив, «в настоящее время в (ближневосточном) регионе существуют серьёзные проблемы, которые надо решать. В этой связи значение Турции велико. Германию и Турцию связывает тесное и доверительное партнерство. Моя личная задача заключается в том, чтобы совместно с вами во благо наших граждан продолжать, а также сильнее углублять традиционно дружественные отношения между нашими странами»
- Россия:

Президент России Владимир Путин позвонил Эрдогану и поздравил его с победой на первых всенародных президентских выборах, выразив надежду на продолжение и дальнейшее поступательное развитие отношений стратегического партнерства между двумя странами.
Председатель Совета муфтиев России Равиль Гайнутдин в поздравительном послании Эрдогану назвал прямые выборы «историческим событием для Турции», а в течение всего периода, когда Партия справедливости и развития составляла парламентское большинство, «экономическое, гражданское, культурное сотрудничество наших стран — Турции и России, активно росло и расширялось. Это дает основания полагать, что и в будущем дружба российского и турецкого народов будет крепнуть. В свою очередь, российские мусульмане всегда чувствовали и ценили своё духовное, культурное, языковое родство с турецкими единоверцами»
- Армения:

Президент Армении Серж Саргсян поздравил Эрдогана с избранием на пост президента, пожелав ему «здоровья, а народу Турции — процветания и прогресса. Вступив в должность президента Турции, у Вас, безусловно, есть возможность претворить в жизнь достигнутые нами двусторонние договоренности без предусловий».
- Кыргызстан:

11 августа президент Киргизии Алмазбек Атамбаев лично встретился с президентом Турции Гюлем и премьер-министром Эрдоганом, поздравив его с избранием на новый пост. Приняв участие в митинге ПСР, Атамбаев сказал:
Все эти хорошие дела и успехи — результат успешных реформ на протяжении последних 12 лет. Создатель реформ — лидер Турции Реджеп Тайип Эрдоган. Поэтому каждый гражданин должен уважать решение народа. Решение народа мы увидели после вскрытия урн на президентских выборах. Народ выбрал лидером Турции Эрдогана. Да здравствует Турция, да здравствует дружба между Кыргызстаном и Турцией!